# Slovenska književnost
Slovenska književnost, naziv za sva književna djela Slovenaca, južnih Slavena naseljenih u istočnim Alpama i sjevenom jadranskom primorju, nastala na slovenskom jeziku

## Počeci književnosti na slovenskom jeziku
Pokrštavanjem istočnoalpsko-jadranskoga prostora u 8. i 9. stoljeću počinju se širiti molitve, ispovijedi i didaktični vjerski tekstovi na narodnom jeziku. Brižinski spomenici (Brižinski spomeniki) su tri kratka religiozna teksta s obilježjima slovenskog jezika koji su se koristili u Koruškoj, a napisani su latinicom oko 1000. g. nove ere. U ovo doba, ali i prethodnim razdobljima, nastaje i pučka poezija na narodnom jeziku.
Iz kasnijeg srednjeg vijeka su "Celovečki rukopis" (oko 1380.), "Stički rukopis" (1428 - 1440.) i "Starogorski rukopis", namijenjeni vjerskoj praksi među laicima. Sačuvani su i pojedinačni slovenski fragmenti u tradiciji viteškoga pjesništva ("Turjaški rukopis", Ulrich Lichtenstein, O. von Wolkenstein), premda su tada u učenoj kulturi slovenskog prostora prevladavali latinski i njemački jezik. Latinski je bio jezik Crkve i intelektualaca koji su stekli ugled u zapadnoeuropskim središtima (Herman iz Koruške, Matija Hvale), a njemački je bio jezik plemstva, kojemu slovenski nije bio stran. Ustoličenje koruških vojvoda se do 1414. obavljalo se na slovenskom jeziku. U slovenskoj usmenoj književnosti (koja se skupljala i zapisivala od druge polovice 18. stoljeća) nalaze se motivi i teme iz ranog srednjeg vijeka, i još starijih razdoblja.

## 16. stoljeće: Trubar, Dalmatin, Bohorič
Stabilna, neprekinuta literarna aktivnost počinje sredinom 16. stoljeća kao rezultat protestantske reformacije i s njom povezane vjerske književnosti na slovenskom jeziku. Tako je Primož Trubar 1550. objavio "Catechismus" i "Abecedarium", prve tiskane knjige na slovenskom jeziku. Između 1555. i 1577. u dijelovima je objavio prijevod Novog zavjeta i psalama. Jurij Dalmatin je dao tiskati cijelu Bibliju na slovenskom jeziku 1584., u 1500 primjeraka. Adam Bohorič je utemeljio slovenski pravopis i analizirao gramatiku (1584). Ovi autori su, zajedno s ostalima, stvorili korpus slovenske književnosti koja nije izbrisana ni u Protureformaciji, kojom je katoličanstvo vraćeno na slovensko tlo. Literarna djela slovenskih protestanata 16. stoljeća su preživjela i pomogla kasnijem formiranju nacionalne svijesti Slovenaca, koje je započelo 1780. u vrijeme austrijskih prosvijećenih apsolutista.

## 19. stoljeće: Prešeren, Čop
Prosvjetiteljstvo u slovenskoj književnosti karakterizira veći broj literarnih djela napisanih živahnim jezikom i zanimljivim stilom. Povjesničar i dramatičar Anton Tomaž Linhart prerađuje čuvenu Beaumarchaisovu komediju “Figarov pir” na slovenski, a njegova adaptacija se zadržala na slovenskim kazališnim daskama sve do suvremenog doba. Iz ovog razdoblja potječe i prvi slovenski moderni pjesnik Valentin Vodnik. Spomenuti pisci su utrli put velikom procvatu slovenske poezije u prvoj polovici 19. stoljeća. France Prešeren, najveći slovenski romantičar i pjesnik uopće, i njegov prijatelj i suradnik Matija Čop uvode nove oblike poezije. Prešeren je napisao sonete iznimne kvalitete, a njegov "Sonetni vijenac" (Sonetni venec, 1834.) se smatra vrhuncem slovenske lirike. Dulja prozna djela pojavljuju se u slovenskoj književnosti u drugoj polovici 19. stoljeća. Pozitivisti Fran Levstik, Josip Jurčič, Ivan Tavčar i drugi pišu romane, kratke priče, drame i književnu kritiku.

## 20. stoljeće: Cankar, Župančič, Kocbek
Stvaralački su posebno bogata prva dva desetljeća 20. stoljeća. Pjesnici Dragotin Kette i Josip Murn-Aleksandrov uvode izričaj neoromantizma karakterističan za srednju Europu. Ivan Cankar, najprevođeniji slovenski pisac, u prozi i dramama sjajno prikazuje očaj urbanog i ruralnog života te rastrojstvo modernog doba ("Hlapec Jernej in njegova pravica", 1907). Cankarov suvremenik Oton Župančič piše poeziju u nešto lakšem tonu, no njegova vizija disperzije i odnarođivanja Slovenaca se pokazala jednako proročanska kao Cankareva. Cankar je preminuo u vrijeme kada su slovenske zemlje podijeljene između Italije, Austrije i novostvorene Jugoslavije 1918. Župančić je doživio razdoblje između dva svjetska rata, njemačku okupaciju Slovenije, stvaranje Jugoslavije i uvođenje komunizma nakon 2. svjetskog rata. Dramatična zbivanja tih desetljeća se odražavaju i u književnosti.
Druga polovica 20. stoljeća je manje dramatična, i donosi bogato i raznoliko književno stvaralaštvo. Edvard Kocbek izaziva sablazan realističnim prikazom partizanskog pokreta u djelu “Strah in pogum” (1951) zbog čega mu je zabranjeno javno djelovanje. U slovensku književnost ubrzo ulaze dominantne europske i američke struje toga vremena - egzistencijalizam, apsurd, neoekspresionizam, modernizam i postmodernizam.